# Црвеноврата лисконога
Црвеноврата лисконога (лат. Phalaropus lobatus), такође познат као северна лисконога и хиперборејска лисконога, је мала птица водених станишта. Ова лисконога се гнезди у арктичким регионима Северне Америке и Евроазије. Миграторна је птица и, што је необично за мочвару, зимује на мору у тропским океанима.

## Таксономија
Године 1743, енглески природњак Џорџ Едвардс је укључио илустрацију и опис црвеноврате лисконоге у први том своје књиге „Природна историја неуобичајених птица“ . Користио је енглески назив „The coot-footed tringa“. Едвардс је свој ручно обојени гравуру засновао на примерку који је сакупљен код обале Мериленда. Када је 1758. године шведски природњак Карл  фон Лине ажурирао своју „Systema Naturae“ за десето издање, сврстао је црвеноврату лисконогу заједно салисконогама и спрудницима у род Tringa. Лине је укључио кратак опис, сковао биномски назив Tringa lobata и цитирао Едвардсов рад. Црвеноврата лисконога се сада сврстава у род Phalaropus који је увео француски зоолог Матирен Жак Брисон 1760. године. Енглески назив и назив рода потичу од француске речи phalarope и научног латинског Phalaropus од старогрчке речи phalaris, „лиска“, и pous, „стопало“. Лиске и лисконоге имају режњеве на прстима. Специфична реч lobatus на неолатинском значи „режањ“. Врста је монотипска: нису препознате подврсте

## Опис
Црвеноврата лисконога је 18 цм дужине, са режњевима на прстима и равним, танким кљуном. Женка у гнездећем перју је претежно тамносива одозго, са кестењастим вратом и горњим делом груди, црним лицем и белим грлом. Имају белу пругу на крилима која помаже у разликовању ове птице од сличне тробојне лисконоге. Мужјак у гнездећем перју је тупија верзија женке. Имају режњеве на прстима који им помажу при пливању. Младе птице су сиве и смеђе одозго, са жућкастим доњим делом тела и црном мрљом преко ока. Зими је перје углавном сиво одозго и бело одоздо, али је црни очни појас увек присутан. Имају оштар зов који се описује као „ whit“ или „twit“ .
| Укупна дужина тела | 170-200 мм   |
| Тежина             | 35 гр        |
| Распон крила       | 380 мм       |
| Крило              | 101-106,5 mm |
| Реп                | 45-51 мм     |
| Горњи део књуна    | 20.2-23,5 mm |
| Ноге               | 19.8-21,6 mm |

## Понашање и екологија

### Гнежђење
Женке црвеновратих лисконогих су генерално веће од мужјака, мада постоји извесно преклапање између женки малог тела и мужјака већег тела. Женке прогоне мужјаке и боре се за њих, и браниће свог партнера од других женки док се легање јаја не заврши и мужјак не започне инкубацију. Мужјаци обављају све активности инкубације и одгајања птића, док женке могу покушати да пронађу другог партнера. Женке могу полагати више јаја годишње ако јој првобитно гнездо не успе или ако постоји вишак одраслих мужјака у популацији за размножавање. Када у сезони парења постане прекасно за покретање нових гнезда, женке започињу миграцију ка југу, остављајући мужјаке да инкубирају јаја и брину се о младима.
Гнездо је удубљење обложено травом на врху мале хумке. Величина гнезда је обично четири јаја маслинасто смеђе боје, али може бити и мање. Инкубација траје око 20 дана. Млади су поткрушци, углавном се сами хране и способни су да лете у року од 20 дана од излегања.

### Храњење
Приликом храњења, црвеноврате лисконоге често пливају у малом, брзом кругу, формирајући мали вртлог. Сматра се да ово понашање помаже у храњењу подизањем хране са дна плитке воде. Птица ће посегнути кљуном у средиште вртлога, узимајући мале инсекте или ракове који се у њему заглаве. На отвореном океану се често налазе тамо где конвергентне струје стварају узлазне таласе. Током миграције, нека јата се заустављају на отвореним водама на ушћу залива Фанди како би искористила храну коју подиже плима.

### Миграција
Готово целу сезону ван парења проводе у отвореној води. Пошто ова врста ретко долази у контакт са људима, може бити необично питома.

### Статус
Црвеноврата лисконога је једна од врста на које се примењује Споразум о очувању афричко-евроазијских птица селица водених станишта (AEWA).

## У Британији и Ирској
Црвеноврата лисконога је ретка и локализована врста која се гнезди у Ирској и Британији, које се налазе на крајњој ивици његовог светског ареала. Најпоузданије место за њих су Шетландска острва, посебно језеро Фанзи на Фетлару, са неколико птица које се гнезде на другим местима у Шкотској, на Спољним Хебридима (нпр. код језера Муилн, где је постављено „осматрачница за лисконоге“), а понекад и шкотско копно у Росширу или Садерленду. Такође се гнезде у западној Ирској од око 1900. године, где је популација достигла врхунац од око 50 парова. У Ирској је било врло мало записа о размножавању од 1970-их, али је размножавање пријављено у округу Мејо 2015. године, када су учествовали један мужјак и три женке.
Праћење обележене птице из Фетлара неочекивано је открило да је презимила са северноамеричком популацијом у тропском Тихом океану; било је потребно 26.000 км кружно путовање преко Атлантика преко Исланда и Гренланда, затим јужно низ источну обалу Америке, преко Кариба и Мексика, пре него што заврши код обале Еквадора и Перуа. Из тог разлога, сумња се да би популација Шетландских острва могла бити изданак северноамеричке популације, а не географски ближе скандинавске популације за коју се верује да зимује у Арапском мору.